# John Madden (Eishockeyspieler)
John Joseph Madden (* 4. Mai 1973 in Barrie, Ontario) ist ein ehemaliger kanadischer Eishockeyspieler und derzeitiger -trainer, der im Verlauf seiner aktiven Karriere zwischen 1993 und 2012 unter anderem 1039 Spiele für die New Jersey Devils, Chicago Blackhawks, Minnesota Wild und Florida Panthers in der National Hockey League auf der Position des Centers bestritten hat. Madden, der im Jahr 2001 mit der Frank J. Selke Trophy als bester Defensivstürmer der NHL ausgezeichnet wurde, gewann insgesamt dreimal den Stanley Cup – in den Jahren 2000 und 2003 mit den New Jersey Devils sowie im Jahr 2010 mit den Chicago Blackhawks. Seit Juni 2024 ist er als Assistenztrainer bei den Utah Mammoth tätig.

## Karriere
Ab 1993 ging John Madden auf die University of Michigan. Er war bis dahin nicht von einem NHL-Team gedraftet worden. Vier Jahre spielte er für das Eishockeyteam des College und gewann mehrmals die Meisterschaft der Central Collegiate Hockey Association sowie 1996 auch die NCAA-Division-I-Meisterschaft. Hinzu kam 1997 die Auszeichnung der CCHA-Division als Stürmer mit den besten Defensivqualitäten.

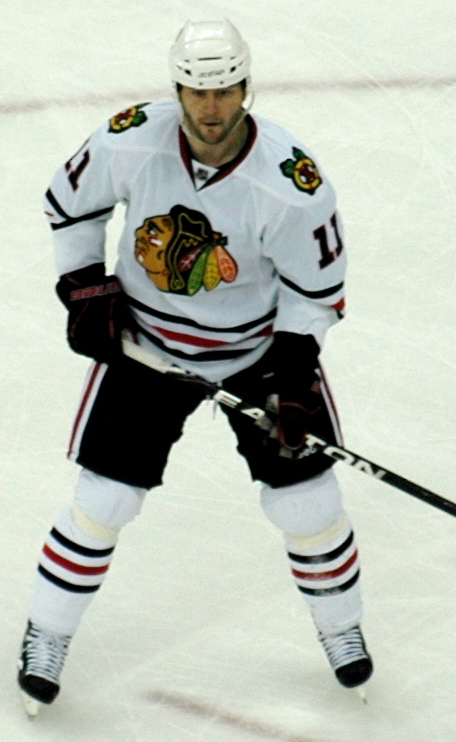
John Madden im Trikot der Chicago Blackhawks

1997 unterschrieb Madden als Free Agent einen Vertrag in der NHL bei den New Jersey Devils, kam in den ersten zwei Jahren aber fast ausschließlich für deren Farmteam, den Albany River Rats, in der American Hockey League zum Einsatz. In der Saison 1998/99 stand er vier Mal für die Devils auf dem Eis. In der AHL überzeugte der Kanadier mit sehr guten Scorerergebnissen. In seiner zweiten Spielzeit gelangen ihm 98 Punkte in 75 Spielen der regulären Saison.
Ab der Saison 1999/2000 war er fester Bestandteil des NHL-Kaders der Devils und errang mit ihnen sogleich den Stanley Cup. Auch in der folgenden Saison erreichte der Stürmer mit den Devils das Stanley-Cup-Finale, welches sie allerdings knapp gegen die Colorado Avalanche verloren. Madden etablierte sich schnell in der NHL und erhielt nach zwei Jahren in der Liga die Frank J. Selke Trophy als bester verteidigender Stürmer. 2003 und 2004 wurde er nochmal für die Frank J. Selke Trophy nominiert. Im Sommer 2003 stand Madden in seinem dritten Stanley-Cup-Finale und gewann mit den Devils zum zweiten Mal in seiner Laufbahn den Stanley Cup.
Während des Lockout und dem damit verbundenen Ausfall der NHL-Saison 2004/05 wechselte der Kanadier nach Finnland in die SM-liiga zu Helsingfors IFK, absolvierte allerdings lediglich drei Spiele. Vor der Saison 2005/06 trat Mannschaftskapitän Scott Stevens zurück, weshalb sich das Management der New Jersey Devils entschloss, das „C“ vorerst an keinen Spieler zu vergeben und stattdessen nur mit Alternativ-Kapitänen aufzulaufen, zu denen auch Madden gehörte. Am 25. April 2006 gelang ihm sein erster Hattrick in den Playoffs gegen die New York Rangers. Zwei der Tore erzielte er in Unterzahl. In der Saison 2009/10 gewann er mit den Chicago Blackhawks den Stanley Cup. Für ihn war es bereits der dritte Titelgewinn seiner Karriere. Im Sommer 2010 unterschrieb er einen Einjahresvertrag bei den Minnesota Wild.
Nach einer Spielzeit erhielt er keinen neuen Kontrakt, sodass der Stürmer im Sommer 2011 als Free Agent verfügbar wurde. Erst im Januar 2012 einigte sich Madden auf ein Vertragsverhältnis mit den Florida Panthers. Nach Abschluss der Saison 2011/12 beendete er schließlich seine Spielerkarriere. John Madden zählte zu den besten verteidigenden Stürmern der NHL und galt als Spezialist für Unterzahlsituationen.
Im Anschluss an seine aktive Karriere übernahm Madden im November 2013 die Position des Assistenztrainers bei den Florida Panthers, nachdem er im Jahr zuvor als Scout für die Canadiens de Montréal tätig gewesen war. Nach drei Spielzeiten in dieser Position übernahm er im Sommer 2016 die Cleveland Monsters aus der American Hockey League als Cheftrainer. Dort wurde er zur Saison 2019/20 durch Mike Eaves ersetzt, ehe er im September 2020 in die NHL zurückkehrte, als er als Assistent von Bob Boughner bei den San Jose Sharks engagiert wurde. Dort war er bis zum Juli 2022 tätig, bevor er wenig später in gleicher Funktion von den Arizona Coyotes verpflichtet wurde. Mit den Coyotes vollzog er nach der Saison 2023/24 den Umzug nach Salt Lake City, wo er fortan für die Utah Mammoth aktiv ist.

## Erfolge und Auszeichnungen
| - 1994 CCHA-Meisterschaft mit der University of Michigan - 1996 CCHA-Meisterschaft mit der University of Michigan - 1996 CCHA Tournament MVP - 1996 NCAA-Division-I-Championship mit der University of Michigan - 1997 CCHA Best Defensive Forward - 1997 CCHA-Meisterschaft mit der University of Michigan - 1997 CCHA First All-Star Team | - 1997 NCAA West First All-American Team - 1999 Teilnahme am AHL All-Star Classic - 2000 Stanley-Cup-Gewinn mit den New Jersey Devils - 2001 Frank J. Selke Trophy - 2003 Stanley-Cup-Gewinn mit den New Jersey Devils - 2010 Stanley-Cup-Gewinn mit den Chicago Blackhawks |

## Rekorde
- Zwei Unterzahltore in einem Playoff-Spiel (24. April 2006 mit den New Jersey Devils gegen die New York Rangers) gemeinsam mit 11 weiteren Spielern.

## Karrierestatistik
(Legende zur Spielerstatistik: Sp oder GP = absolvierte Spiele; T oder G = erzielte Tore; V oder A = erzielte Assists; Pkt oder Pts = erzielte Scorerpunkte; SM oder PIM = erhaltene Strafminuten; +/− = Plus/Minus-Bilanz; PP = erzielte Überzahltore; SH = erzielte Unterzahltore; GW = erzielte Siegtore; 1 Play-downs/Relegation; Kursiv: Statistik nicht vollständig)